# Telge SIBK
Der Telge SIBK ist ein schwedischer Sportverein aus Södertälje. Aushängeschild des Vereins ist die Damenmannschaft.

## Geschichte

### Gründung
Telge SIBK ist ein Sportverein mit zwei Sportarten, dazu gehören Eishockey und Unihockey. 2003 fusionierte der Verein mit Linda IK und wurde somit Sörmlands größter Unihockeyclub. 2013 schloss sich ebenfalls Södertälje IBK/IBS dem Verein an.

### Unihockey

#### Abenteuer Division 1
2008 stiegen die Damen  in die Division 1 Östra auf. In der Division 1 erreichten sie in ihrer ersten Saison den sechsten Schlussrang. Die zweite Saison verlief deutlich erfolgreich und man verpasste den ersten Rang lediglich sechs Punkte. Auf die 2010/11 wurden sie von der östlichen in die zentrale Gruppe umgeteilt. In dieser gelang es den Damen die Saison auf dem ersten Rang zu beenden. Dies ermöglichte zur Teilnahme an den Aufstiegsspielen für die Eliteserie, bei welchen sie den Aufstieg nicht bewerkstelligen konnten. In der folgenden Saison hatte es die Mannschaft deutlich schwieriger und beendete die Saison auf dem sechsten Rang. 2012/13 beendete der Verein die Division erneut auf dem ersten Platz. In den Aufstiegsspielen unterlag man an FBC Uppsala, Sala Silverstaden IBK und Warberg IC. In der kommenden Saison gelang es Telge erneut sich für die Aufstiegsspiele zu qualifizieren. In der ersten Runde des neuen Modus eliminierte Hässelby SK IBK in drei Spielen. In Runde zwei eliminierte man den IBF Dalen und steht somit erstmals in der Vereinsgeschichte in der höchsten schwedischen Spielklasse.

#### Aufstieg und Abstieg
Während der Saison 2017/15 konnte die Damenmannschaft in 26 Partien lediglich viermal gewinnen und drei Unentschieden erspielen. Man beendete in der ersten Saison in der höchsten Spielklasse den 14. und letzten Rang. Somit stieg man wieder in die Division 1 ab. Der Verein wurde diesmal der westlichen Gruppe zugeteilt, welche man mit nur zwei Niederlagen gewann. In den Aufstiegsspielen unterlagen die Damen am FBC Kalmarsund in drei Spielen. 2016/17 spielten die Damen in der Allsvenskan Östra, welchen sie mit acht Punkten Vorsprung vor dem IBF Falun gewannen. In den Aufstiegsspielen setzte man sich Falun durch und spielt ab der Saison 2017/18 zum zweiten Mal in der höchsten Spielklasse.

## Statistiken

### Stadion
Die ersten Mannschaften des SIBK spielen in der Västergard Arena im Zentrum der Stadt. Die Halle hat eine Kapazität von 1200 Personen, wobei 918 Personen auf den Tribünen Platz nehmen können.

### Statistiken

#### Zuschauer
| Jahr    | Liga               | ø   |
| ------- | ------------------ | --- |
| 2014/15 | Svenska Superligan | 193 |
| 2015/16 | Division 1 Västra  | 143 |
| 2016/17 | Allsvenskan        | 141 |

#### Topscorer
| Jahr    | Liga               | Name               | Sp | T  | A  | P  |
| ------- | ------------------ | ------------------ | -- | -- | -- | -- |
| 2014/15 | Svenska Superligan | Malin Hellsén      | 26 | 8  | 12 | 20 |
| 2015/16 | Division 1 Västra  | Felicia Forsmark   | 17 | 21 | 11 | 32 |
| 2016/17 | Allsvenskan Östra  | Therese Gustafsson | 22 | 46 | 15 | 61 |